# Центральный банк Бразилии
Центральный банк Бразилии (порт. Banco central do Brasil) — центральный банк Федеративной Республики Бразилия. 
Банк не связан ни с каким министерством и в настоящее время является независимым в выполнении своих функций, его основной целью является достижение стабильности покупательной способности национальной валюты.

## История
31 декабря 1964 года согласно закону № 4.595 был учреждён Центральный банк Республики Бразилия. Ему перешли функции Банка Бразилии, Управления денежного обращения и кредита и Национального казначейства. 18 февраля 1967 года банк был переименован в Центральный банк Бразилии.

## Функции и статус
Статус, цели деятельности, функции и полномочия центрального банка регламентируются законом о центральном банке, а также принятой в 1988 году конституцией Бразилии, устанавливающей его особый конституционно-правовой статус.

### Функции
Центральный банк Бразилии выполняет следующие функции:
- совместно с правительством страны разрабатывает и проводит единую денежно-кредитную политику;
- защищает и обеспечивает устойчивость национальной денежной единицы — бразильского реала;
- монопольно осуществляет эмиссию наличных денег и организует наличное денежное обращение;
- организует и осуществляет валютное регулирование и валютный контроль в соответствии с законодательством страны;
- осуществляет управление золотовалютными резервами страны;
- является кредитором последней инстанции для кредитных организаций, организует систему их рефинансирования;
- устанавливает правила осуществления расчётов и проведения банковских операций;
- принимает решение о государственной регистрации кредитных организаций, выдаёт кредитным организациям лицензии на осуществление банковских операций, приостанавливает их действие и отзывает их, осуществляет надзор за деятельностью кредитных организаций и банковских групп;
- устанавливает и публикует официальные курсы иностранных валют по отношению к реалу, организует составление платёжного баланса страны.

### Правовой статус
3 ноября 2020 года законопроект о независимости Центрального банка был принят Сенатом 56 голосами против 12.
10 февраля 2021 года в Палате депутатов он был одобрен 339 голосами «за» и 114 «против» без изменений, с санкции президента Жаира Болсонару, что привело к принятию Федерального дополнительного закона № 179 от 24 февраля 2021 года.
В соответствии с новым Федеральным дополнительным законом № 179 от 24 февраля 2021 года банк стал независимым в дополнение к приобретению новой организационной структуры.

## Управляющие[4]
| №  | Имя                            | Начало срока    | Окончание срока |
| -- | ------------------------------ | --------------- | --------------- |
| 1  | Дениу Шагас Ногейра            | 12 апреля 1965  | 21 марта 1967   |
| 2  | Руй Агиар да Силва Леме        | 31 марта 1967   | 12 февраля 1968 |
| 3  | Ари Бургер (и. о.)             | 8 февраля 1968  | 20 февраля 1968 |
| 4  | Эрнане Галвеас                 | 21 февраля 1968 | 15 марта 1974   |
| 5  | Паулу Ортенсиу Перейра Лира    | 15 марта 1974   | 14 марта 1979   |
| 6  | Карлос Брандан                 | 15 марта 1979   | 17 августа 1979 |
| 7  | Эрнане Галвеас                 | 17 августа 1979 | 18 января 1980  |
| 8  | Карлос Жералду Лангони         | 18 января 1980  | 5 сентября 1983 |
| 9  | Афонсу Селсу Пасторе           | 5 сентября 1983 | 14 марта 1985   |
| 10 | Антониу Карлос Брага Лемгрубер | 15 марта 1985   | 28 августа 1985 |
| 11 | Фернан Карлос Ботельо Брашер   | 28 августа 1985 | 11 февраля 1987 |
| 12 | Франциско Грос                 | 11 февраля 1987 | 30 апреля 1987  |
| 13 | Лисиу ди Фария (и. о.)         | 30 апреля 1987  | 4 мая 1987      |
| 14 | Фернанду Миллиет               | 5 мая 1987      | 9 марта 1988    |
| 15 | Элму ди Араужу Камойнс         | 9 марта 1988    | 22 июня 1989    |
| 16 | Вадику Валдир Букки            | 23 июня 1989    | 14 марта 1990   |
| 17 | Ибраим Эрис                    | 15 марта 1990   | 17 мая 1991     |
| 18 | Франциско Грос                 | 17 мая 1991     | 16 ноября 1992  |
| 19 | Густаву Лойола                 | 13 ноября 1992  | 29 мартя 1993   |
| 20 | Паулу Сезар Шименес            | 26 марта 1993   | 9 сентября 1993 |
| 21 | Педру Малан                    | 9 сентября 1993 | 31 декабря 1994 |
| 22 | Густаву Франку (и. о.)         | 31 декабря 1994 | 11 января 1995  |
| 23 | Персиу Арида                   | 11 января 1995  | 13 июня 1995    |
| 24 | Густаву Лойола                 | 13 июня 1995    | 20 августа 1997 |
| 25 | Густаву Франку                 | 20 августа 1997 | 4 марта 1999    |
| 26 | Арминиу Фрага                  | 4 марта 1999    | 1 января 2003   |
| 27 | Энрике Мейреллес               | 1 января 2003   | 1 января 2011   |
| 28 | Алешандре Томбини              | 1 января 2011   | 9 июня 2016     |
| 29 | Илан Гольдфайн                 | 9 июня 2016     | 28 февраля 2019 |
| 30 | Роберто Кампос                 | 28 февраля 2019 | —               |